# Петар Драгић
Петар Драгић (XIX век) био је српски сликар и иконописац из Баната.

## Дело
Петар Драгић је 1888. насликао у Панчеву велику икону Мајке Ангелине (Бранковић), касније пренесену у капелу владике Максима у манастир Крушедол.